# Parroquia de San Francisco Javier (Buenos Aires)
La Parroquia de San Francisco Javier es una iglesia católica de la ciudad de Buenos Aires ubicada en la calle Jorge Luis Borges 1861 del barrio de Palermo.

## Historia
El terreno donde se construyó la iglesia fue donado por una señora, la piedra fundamental se colocó el 15 de agosto de 1907, monseñor Ezcurra y María Jauregui de Pradere fueron los padrinos del acto. 
El nombre lo recibe en homenaje al sacerdote Francisco Laphiz, uno de los directores espirituales de la Congregación de la Fe.

### Contexto histórico
William Morris estableció en 1898 una Escuela Evangélica Argentina, la primera de una serie que estableció después en diferentes barrios de la capital argentina, lo que provocó una reacción de la comunidad católica local y en esas condiciones el arzobispo de Buenos Aires Monseñor Espinoza conforma una comisión de mujeres que presidió Florencia Garzoli de Peña con el apoyo del párroco Juan Delheye de San Miguel y el sacerdote bayonés Francisco Laphiz, la sociedad tenía como misión construir escuelas y templos para contrarrestar el avance del protestantismo en la ciudad. El 21 de setiembre de 1901 inició sus funciones la Obra de la Conservación de la Fe y en un año de actividad logró construir dos templos, el de San Francisco Javier y el de Nuestra Señora del Rosario.
Primero este templo dependió de la parroquia Nuestra Señora de Guadalupe hasta que en 1913 se constituyó el auto de erección en parroquia.

### Construcción de la iglesia
Juan José Fortini y Benjamín Pedrotti fueron los arquitectos, el primero descendiente de un suizo italiano radicado en Argentina, estudió en Zúrich. Pedrotti era inmigrante italiano y tuvo que asociarse con Fortini por no poder homologar su título universitario. En el transcurso que duró la sociedad construyeron la iglesia y los edificios aledaños, la escuela y posiblemente la casa parroquial. 
El 10 de noviembre de 1911 se constituyó como viceparroquia, y posteriormente el 18 de enero de 1913 se estableció como parroquia junto a la de Nuestra Señora de Rosario y la de Santa Julia en Caballito.

## Arquitectura

### Exterior
Un frontis clásico y dos columnas estriadas caracterizan el exterior. Se visualizan las tres ventanas de las galerías del órgano y a la izquierda en un nicho una imagen de Nuestra Señora de Luján y arriba de las mencionadas ventanas una cruz de material. En 2013 este frente fue remodelado.

### Interior
El templo es amplio, lo conforma una sola nave con características italianas, un grupo de molduras neoclásicas y pilastras corintias son sus ornamentaciones.
Dentro del templo hay varias estatuas de diferentes santos, San Lucas con un ternero y San Mateo con un ángel y un libro se encuentran en la galería del órgano sobre el nártex. Hay estatuas además en las dos naves, Santa Teresita, San Roque y la Inmaculada Concepción en la nave izquierda y Nuestra Señora del Carmen, San Antonio de Padúa y San Cayetano se ubican sobre la derecha. Además frente a los vitrales hay imágenes con baldaquinos de San Francisco Javier con una cruz en sus manos, además de imágenes del Sagrado Corazón de Jesús y de San José con el Niño. Abajo de la imagen del Sagrado Corazón de Jesús hay una imagen pequeña de la patrona de Argentina, Nuestra Señora de Luján, cubierta por un cristal y coronada por un baldaquino neoclásico de mármol
En la parte derecha del preibisterio se encuentra el Santísimo Sacramento dentro de un tabernáculo de alabastro y mármol y su respectiva lámpara y un crucifico a la derecha de tamaño mediano a la derecha.
Además dentro del templo hay varios vitrales, representando a Nuestra Señora de Lourdes, Santa Teresa y San Norberto en el ábisde. En la puerta está el vitral con el escudo de la familia de San Francisco Javier y el símbolo del Ave María Purísima, ambos donados por la familia Texidor.
En la entrada del templo se encuentra el confesionario de madera de roble en la nave lateral derecha, el mismo posee una puerta de estilo barroca tallada y una escalera de madera en forma de caracol que une el principio del templo con el coro.